# 在ポーランド日本国大使館ジェシュフ連絡事務所
在ポーランド日本国大使館ジェシュフ連絡事務所（ポーランド語: Biuro Łącznikowe Ambasady Japonii w Rzeszowie、英語: Liaison Office of the Embassy of Japan in Rzeszów）は、かつてポーランド南東部の都市ジェシュフに設置されていた日本の連絡事務所である。単にジェシュフ連絡事務所（ポーランド語: Biuro Łącznikowe w Rzeszowie、英語: Liaison Office in Rzeszów）とも。

## 沿革
2022年2月24日、ロシア軍がポーランドの隣国であるウクライナに侵攻を開始。2月28日、戦場となったウクライナから在留邦人が安全を確保しつつ避難するのを円滑化するため、在ポーランド日本国大使館はウクライナ国境から比較的近いジェシュフに連絡事務所を設置した。3月2日付の在ウクライナ日本国大使館および3月7日付のリヴィウ連絡事務所の一時閉鎖に伴い、ジェシュフ連絡事務所がウクライナの在留邦人保護や情報収集に係る最前線の拠点となった。
2022年3月25日、在ポーランド日本国大使館およびジェシュフ連絡事務所に「ウクライナ避難民支援チーム」が設置され、ウクライナ避難民の日本への受け入れ支援体制が強化された。
2022年10月5日、キーウ（キエフ）の在ウクライナ日本国大使館が再開されてリヴィウ連絡事務所が閉鎖されたが、ジェシュフ連絡事務所は引き続き領事窓口業務を継続。
その後も邦人保護等を行ってきたが、邦人退避等に一定の目途がついたこともあり、2023年4月30日をもってジェシュフ連絡事務所は閉鎖された。

## 住所
Hotel Metropolitan Rzeszów, ul. Juliusza Słowackiego 16, 35-060, Rzeszów